# 沖根婦駅
沖根婦駅（おきねっぷえき）は、かつて北海道根室市（開業当時は根室支庁花咲郡歯舞村）に存在した根室拓殖鉄道の駅（廃駅）である。

## 歴史
- 1929年（昭和4年）10月16日 - 根室拓殖軌道の駅として開業。
- 1945年（昭和20年）4月1日 - 根室拓殖鉄道の駅となる。
- 1959年（昭和34年）6月20日 - 根室拓殖鉄道廃止により廃駅。

## 駅周辺
当駅付近には、瑞泉寺がある。

## 隣の駅
根室拓殖鉄道
根室拓殖鉄道線
友知駅 - 沖根婦駅 - 婦羅理駅
- 友知駅との間には、共和学校仮乗降場があった。
- 婦羅理駅との間には、沖根部仮乗降場、引臼仮乗降場があった（1932年8月設置）。